# Lykttorsk
Lykttorsk (Steindachneria argentea) är en havslevande djuphavsfisk som finns i centrala Västatlanten. Den är den enda arten av lykttorskfiskar som räknas som familj (Steindachneriidae) eller som underfamilj till kummelfiskar.

## Utseende
Arten är en avlång fisk med två ryggfenor; den första kort, med en hög taggstråle och 7 till 9 mjukstrålar, den andra mycket lång och låg, med 123 eller fler mjukstrålar. Även analfenan är mycket lång men synnerligen låg, med 123 till 125 mjukstrålar. Någon stjärtfena saknas, men både andra ryggfenan och analfenan når ända ut till den mycket smala stjärtspetsen. Munnen är stor med kraftiga tänder och påtagligt underbett. Kroppen är silverfärgad med svagt brunaktig rygg, purpurfärgad buk och mörk munhåla. På huvudets sidor och undersidan av kroppen finns ett strimmigt lysorgan. Längden kan nå upp till 30 cm.

## Vanor
Arten är en djuphavsfisk som lever nära mjuka bottnar över kontinentalsockeln och dess övre sluttningar på 400 till 500 meters djup.

## Utbredning
Lykttorsken finns i västra Atlanten från Florida i USA över norra Mexikanska golfen och Centralamerika till Venezuela.

## Kommersiellt utnyttjande
Inget målinriktat fiske förekommer, men den fås ofta som bifångst vid fiske i Mexikanska golfen.